# Tādsch ad-Dīn Abū l-Futūh
Tādsch ad-Dīn Abū l-Futūh ibn Muhammad (arabisch تاج الدين أبو الفتوح بن محمد, DMG Tāǧ ad-Dīn Abū l-Futūḥ ibn Muḥammad; † wohl nach 1250) war 1239/1240 und erneut 1249 Oberhaupt der Nizari-Ismailiten in Syrien, den Assassinen, mit dem Hauptsitz auf der Burg Masyaf. Wie alle anderen Anführer dieser ismailitischen Sekte auch, wurde er „der Alte vom Berge“ genannt.
Der arabische Chronist Ibn Wasil berichtete für das Jahr 637/1239–40, dass ein Perser aus Alamut namens Taj al-Din im Amt eines mukaddam bei den Ismailiten von Masyaf amtiere. Weiterhin wird Taj al-Din mit vollem Namen in einer Inschrift in Masyaf genannt, datiert auf Dhu'l-Qa'da 646/Februar–März 1249, indem er den Bau einer Mauer um die der Burg anhängenden Ortschaft befahl, samt der Errichtung des Südtores.
Aller Wahrscheinlichkeit nach war Taj al-Din jener „Alte vom Berge“, der zu König Ludwig IX. von Frankreich im Mai 1250 diplomatischen Kontakt aufgenommen hatte, nachdem dieser nach seinem gescheiterten Kreuzzug in Ägypten (Sechster Kreuzzug) im Monat zuvor in Akkon angekommen war. Der Kreuzzugschronist Jean de Joinville berichtete, dass die Assassinen sich von Ludwig IX. eine Befreiung von den Tributzahlungen erhofften, die sie an die Orden der Hospitaliter und der Templer entrichten mussten. Die bloße Ermordung der Großmeister dieser Orden würde nach der Auffassung des „Alten vom Berge“ nicht zum erwünschten Ziel führen, da die Orden umgehend neue Anführer mit gleichen Machtkompetenzen an ihre Spitze stellen würden. Gleichzeitig sollte Ludwig IX. selbst einen jährlichen Tribut an die Assassinen entrichten, im Tausch für sein Leben. Joinville beschrieb dazu die unterschwellige Drohung der drei Abgesandten, indem einer von ihnen drei Messer bei sich trug, die an Ludwig IX. als Kampfansage gereicht worden wären, hätte er die Boten nicht empfangen. Ein weiterer Bote trug ein grobes Tuch mit sich, das er dem König als Leichentuch dargeboten hätte, würde er den Forderungen des „Alten vom Berge“ nicht nachkommen.
Letztlich aber hat sich Ludwig IX. nach einer Beratung mit den Ordensgroßmeistern nicht von den Drohungen beeindrucken lassen und die Forderungen zurückgewiesen; die Assassinen mussten an die Orden weiterhin Tribute zahlen. Zugleich wünschte Ludwig IX. binnen vierzehn Tagen mit reichlichen Geschenken vom „Alten vom Berge“ bedacht zu werden, um die Drohungen vergessen zu können. Daraus entwickelte sich ein diplomatischer Austausch, über den Joinville berichtete, dass der König den Dominikaner Yves den Bretonen als Unterhändler nach Masyaf entsandte. Bruder Yves beherrschte die arabische Sprache („Sarazenisch“) und erhielt unter anderem den Auftrag, den „Alten vom Berge“ zum christlichen Glauben zu bekehren; dieser Missionsversuch verlief freilich erfolglos. Später sandte der „Alte vom Berge“ zu Ludwig IX. einen weiteren Boten, der eine mit Silber verzierte „dänische Axt“ mit sich führte. Diese dem König vorhaltend schrie der Bote aus: „Weiche dem, der den Tod der Könige in seinen Händen trägt!“
Bereits für das Jahr 1236 hatte der Chronist Guillaume de Nangis berichtet, dass der „Alte vom Berge“ ein Todeskommando (Fida'i) nach Europa entsandt habe, um Ludwig IX. zu ermorden. Doch sei der „Alte“ noch rechtzeitig durch göttlichen Einfluss zu einem Gesinnungswandel gekommen und habe eine zweite Mission entsandt, welche die erste vor ihrem Ziel abfing und so das Leben des Königs rettete. Der Wahrheitsgehalt dieser Erzählung wird allerdings als gering eingestuft.